# Муканшы
Муканшы (каз. Мұқаншы) — село в Коксуском районе Жетысуской области Казахстана. Входит в состав Жарлыозекского сельского округа. Код КАТО — 194855300.

## Население
В 1999 году население села составляло 327 человек (164 мужчины и 163 женщины). По данным переписи 2009 года, в селе проживали 363 человека (189 мужчин и 174 женщины).